# Hot Mainstream Rock Tracks
Hot Mainstream Rock Tracks je žebříček magazínů Billboard, který vyhodnocuje nejhranější rockové písně v amerických rádiích. Byl založen 21. března 1981 a zahrnoval všechny rockové písně, než v roce 1988 vznikla hitparáda Alternative Songs (Modern Rock Tracks), hrající především alternative rockové písně.
Žebříček zpočátku nesl jméno Top Tracks a od roku 1984 Top Rock Tracks. Dnešní název dostala hitparáda až v roce 1996.
Hot Mainstream Rock Tracks má již přes 300 hitů číslo jedna, přičemž některé tomuto žebříčku kralovaly i po několik týdnů.
21 týdnů
- „Loser" od 3 Doors Down (2000-01)

20 týdnů
- „It's Been Awhile" od Staind (2001)

17 týdnů
- „Higher" od Creed (1999-2000)
- „When I'm Gone" od 3 Doors Down (2002-03)

16 týdnů
- „Touch, Peel and Stand" od Days of the New (1997)

15 týdnů
- „Interstate Love Song" od Stone Temple Pilots (1994)
- „Heavy" od Collective Soul (1999)

14 týdnů
- „So Far Away" od Staind (2003)
- „Boulevard of Broken Dreams" od Green Day (2005)
- „Fake It" od Seether (2007-08)
- „Inside the Fire" od Disturbed (2008)

13 týdnů
- „Start Me Up" od The Rolling Stones (1981)
- „How You Remind Me" od Nickelback (2001)
- „Figured You Out" od Nickelback (2004)
- „Pain" od Three Days Grace (2006-07)

12 týdnů
- „Mysterious Ways" od U2 (1991-92)
- „Like a Stone" od Audioslave (2003)
- „Save Me" od Shinedown (2005-06)
- „Dani California" od Red Hot Chili Peppers (2006)

11 týdnů
- „Remedy" od The Black Crowes (1992)
- „Turn the Page" od Metallica (1999)
- „Fall to Pieces" od Velvet Revolver (2004)
- „Break" od Three Days Grace (2009-10)

10 týdnů
- „Lightning Crashes" od Live (1995)
- „The Down Town" od Days of the New (1998)
- „Scar Tissue" od Red Hot Chili Peppers (1999)
- „Blurry" od Puddle of Mudd (2002)
- „Second Chance" od Shinedown (2008-09)